# Thorsten Schütz
Thorsten Schütz (* 25. Mai 1971) ist ein Generalarzt des Heeres der Bundeswehr. Seit April 2025 ist er Director des Multinational Medical Coordination Centre-Europe in Koblenz.

## Leben
Schütz trat im Juli 1990 bei der 8. Kompanie des Sanitätsbataillons 11 in Leer in die Bundeswehr ein. Von 1998 bis 2001 war er Arzt im Praktikum und Assistenzarzt am Bundeswehrkrankenhaus Hamm, von 2001 bis 2002 Assistenzarzt im Standortsanitätszentrum in Delmenhorst, 2002 Truppenarzt und luftbeweglicher Arzttrupp in der 4. Kompanie des Luftlandeunterstützungsbataillons 272 in Wildeshausen, von 2003 bis 2005 Kompaniechef der 2. Kompanie des Sanitätsregiments 22 in Hamm und von 2005 bis 2006 Unterstützer bei Personalamt der Bundeswehr in Köln im Dezernat 2 der Abteilung IV.
Von 2006 bis 2008 absolvierte Schütz den 3. Lehrgang Generalstabs-/Admiralstabsdienst National an der Führungsakademie der Bundeswehr in Hamburg, wo er zum Offizier im Generalstabsdienst ausgebildet wurde. Anschließend war er von 2008 bis 2012 Regimentskommandeur des Sanitätslehrregiment „Niederbayern“ in Feldkirchen, von Januar bis März 2012 Dezernatsleiter I 1.3 (Ausbildungsgrundlagen) im Sanitätsamt der Bundeswehr in München, von 2012 bis 2013 Referent im Referat II 6 in der Abteilung Führung Streitkräfte im Bundesministerium der Verteidigung (BMVg) in Bonn und Berlin, von 2013 bis 2014 im Referat Managemententwicklung im Stab Organisation (bis Mai 2014 Referat Neuausrichtung) im BMVg in Berlin, von 2014 bis 2016 Regimentskommandeur des Sanitätsregiments 3 „Alb-Donau“ in Dornstadt, von 2016 bis 2017 Sachgebietsleiter 1 in der Spezialstabsabteilung im Kommando Sanitätsdienst der Bundeswehr in Koblenz, von 2017 bis 2020 Fakultätsleiter der Fakultät Sanitätsdienst und Gesundheitswissenschaften an der Führungsakademie der Bundeswehr in Hamburg, von 2020 bis 2022 Abteilungsleiter in der Spezialstabsabteilung im Kommando Sanitätsdienst der Bundeswehr in Koblenz und von 2022 bis 2025 Referatsleiter Führung Streitkräfte San 1 (später Einsatzbereitschaft und Unterstützung Streitkräfte III 1) im BMVg in Berlin.
Seit April 2025 ist Schütz Director des Multinational Medical Coordination Centre-Europe in Koblenz.
Schütz promovierte 2002, hat einen Master of Arts in Militärischer Führung und Internationale Sicherheit und einen Abschluss als Gesundheitsökonom von der EBS Universität für Wirtschaft und Recht und in Notfallmedizin.
Schütz ist verheiratet und hat drei Kinder.

## Auslandseinsätze
Schütz absolvierte insgesamt fünf Auslandseinsätze der Bundeswehr mit 470 Einsatztagen:
- Januar bis März 2002: 4. Einsatzkontingent SFOR, Beweglicher Arzttrupp, Feldlager Filipovići, Bosnien und Herzegowina
- Mai bis Juli 2003: Einsatzkontingent Kuwait, Operation Enduring Freedom, Beweglicher Arzttrupp und Truppenarzt, Camp Doha, Kuwait Stadt, Kuwait
- Juli bis September 2004: 2. Deutsches Einsatzkontingent ISAF, Beweglicher Arzttrupp, Provincial Reconstruction Team in Feizabad und Kundus, Afghanistan
- November 2009 bis März 2010: 21. Deutsches Einsatzkontingent ISAF, JMedPlans, Hauptquartier Regionalkommando Nord (HQ RC N), Masar-e Scharif, Afghanistan
- Juni bis September 2017: Deutsches Einsatzkontingent Resolute Support, JMed und Medical Advisor, Hauptquartier Train Advice Assist Command North , Masar-e Sharif, Afghanistan

## Auszeichnungen
- 2002 Einsatzmedaille der Bundeswehr SFOR
- 2002 NATO Medal for Service Ex-Jugoslawien
- 2003 Einsatzmedaille der Bundswehr Operation Enduring Freedom
- 2004 Einsatzmedaille der Bundeswehr in Bronze ISAF
- 2004 NATO-Medaille Nicht-Artikel 5 ISAF
- 2016 Ehrenkreuz der Bundeswehr in Gold
- 2017 Einsatzmedaille der Bundeswehr in Bronze Resolute Support
- 2017 NATO-Medaille Nicht-Artikel 5 Resolute Support

## Schriften
- Versuch der Etablierung eines experimentellen Modells zum chronischen Hibernating-Myocardium am Schweineherzen. Aachen 2004, DNB 972247831.